# Rejon użurski
Rejon użurski (ros. Ужу́рский райо́н, Użurskij rajon) – rejon administracyjny i komunalny Kraju Krasnojarskiego w Rosji. Centrum administracyjnym rejonu jest miasto Użur, którego ludność stanowi 47,7% populacji rejonu. Został on utworzony 4 kwietnia 1924 roku.

## Położenie
Rejon ma powierzchnię 4 226 km² i znajduje się w południowo-środkowej części Kraju Krasnojarskiego, granicząc na północy z rejonem nazarowskim, na wschodzie z rejonem bałachtińskim, na południowym wschodzie z rejonem nowosiołowskim na południu z Republiką Chakasji, na zachodzie z rejonem mańskim, a na zachodzie i północnym zachodzie z rejonem szarypowskim.

## Ludność
W 1989 roku rejon ten liczył  mieszkańców 48 363, w 2002 roku 36 169, w 2010 roku 33 737, a w 2011 zaludnienie wyniosło 34 743 osób.

## Podział administracyjny
Administracyjnie rejon dzieli się na 12 sielsowietów oraz jedno miasto.